# Transatlantic
Transatlantic — супергруппа, играющая в стиле прогрессивного рока, основанная в 1999 году вокалистом, клавишником и гитаристом Нилом Морсом (ex-Spock's Beard) и барабанщиком Майком Портным (Dream Theater).

## История

### Основание
Нил Морс и Майк Портной хотели изначально пригласить в проект Джима Мэтьюса (гитариста Fates Warning), однако его место занял Ройне Столт (из The Flower Kings), а басист Пит Тревавас (Marillion) дополнил состав. Проект носил рабочее название Second Nature (с англ. — «Вторая натура»), но по предложению дизайнера обложки первого диска, Пера Нордина, было сменено на Transatlantic.
Проект был запущен с целью развития идей некоторых композиций Нила Морса, демозаписи которых позже были собраны в компиляции Transatlantic Demos, выпущенной от лица Морса. Хотя общая идея песен сохранена, можно услышать существенную разницу между демоверсиями и версиями группы.

### SMPT:e(2000—2001)
Первый альбом, SMPT:e (чьё название состоит из инициалов участников группы), выпущенный на лейбле Metal Blade в 2000 году, содержит 30-минутную композицию «All of the Above», которую Роберт Тейлор в своей рецензии на AllMusic назвал лучшей композицией прогрессивного рока всех времён.
Следующий за выпуском альбома тур по США был записан и издан как DVD и концертный альбом Live in America, содержащим в том числе концертные записи кавер-версий песен групп The Beatles, Genesis, а также попурри из композиций групп Spock's Beard, The Flower Kings, Marillion, Dream Theater (участниками, которых являлись Нил Морс, Ройне Штольт, Пит Тревавас и Майк Портной соответственно) и The Beatles.

### Bridge Across Forever(2001—2003)
В том же году, после выпуска в свет DVD и концертного альбома Live in America, по окончании тура коллектив принялся за работу над новым студийным альбомом, который впоследствии получил название Bridge Across Forever, где группа продолжила совершенствование оставшихся наработок Нила Морса. Несмотря на относительно долгую продолжительность (около 80 минут), трек-лист альбома состоит из четырёх композиций. Также диск содержит совершенно новую песню «Charlotte Pike Suite», а также заглавную композицию, полностью написанную Морсом. Спустя год был записан документальный DVD Building The Bridge о создании и записи альбома.
В 2003 году в свет вышел второй DVD и концертный альбом группы Live in Europe, где наряду с композициями коллектива были исполнены кавер-версии на песни The Beatles из альбома Abbey Road, включённые между частями композиции «Charlotte Pike Suite». Также на тур в поддержку альбома был приглашён мультиинструменталист и участник группы Pain of Salvation Даниэль Гильденлёв.

### The Whirlwind(2009—2011)
Спустя несколько лет коллектив объявил о возрождении проекта и начале работы над новым студийным альбомом, который в отличие от предыдущих писался практически «с нуля» и получил название The Whirlwind. Альбом по сути состоит из одной заглавной композиции, которая длится примерно 78 минут и разбита на 12 частей.
Для тура в поддержку альбома был также приглашён Даниэль Гильденлёв. Один из концертов был записан и позже выпущен как DVD и концертный альбом под названием Whirld Tour 2010: Live in London. Он начинался с полной композицией «The Whirlwind», на что Майк Портной сказал на одном из концертов: «Да! Это была 80-минутная композиция, открывающая концерт!» Также на одном из концертов на бис была исполнена композиция «The Return of the Giant Hogweed» группы Genesis при участии гитариста Стива Хэкетта.
В 2011 году следующим релизом группы стал альбом More Never Is Enough: Live In Manchester & Tilburg 2010, который включает в себя три CD концерта в Манчестере и два DVD концерта в Тилбурге. Запись обоих концертов происходила в 2010 году.

### Наше время (2013)
В феврале 2013 года коллективы Neal Morse Band и The Flower Kings при участии Нила Морса, Майка Портного и Ройне Столта соответственно отправились в совместный тур, где каждая группа исполняла свои композиции, а на бис было исполнено попурри из композиций проекта Transatlantic «The Transatlantic Medley», включающее в себя части «All of the Above», «The Whirlwind» и «Stranger in Your Soul», с 11 музыкантами на сцене.
10 марта 2013 года Пит Тревавас заявил, что летом отправляется в Нашвилл для записи нового студийного альбома проекта Transatlantic. А 26 марта Нил Морс официально подтвердил, что работа над новым альбомом начнётся в мае 2013 года. Дата релиза альбома намечается на 27 января 2014 года.

## Дискография

### Студийные альбомы
- 2000 — SMPT:e
- 2001 — Bridge Across Forever
- 2009 — The Whirlwind
- 2014 — Kaleidoscope
- 2021 — The Absolute Universe

### Концертные альбомы
- 2001 — Live in America
- 2003 — Live in Europe
- 2010 — Whirld Tour 2010: Live in London
- 2011 — More Never Is Enough: Live In Manchester & Tilburg 2010

### DVD
- 2001 — Live in America
- 2003 — Live in Europe
- 2010 — Whirld Tour 2010: Live in London
- 2011 — More Never Is Enough: Live In Manchester & Tilburg 2010

### Другое
- 2003 — Transatlantic Demos (Нил Морс)
- 2003 — SMPTe: The Roine Stolt Mixes

## Состав
Состав группы
- Нил Морс (ex-Spock’s Beard) — вокал, клавишные, гитара
- Майк Портной (Dream Theater) — ударные
- Ройне Столт (The Flower Kings, ex-Kaipa) — гитара
- Пит Тревавас (Marillion) — бас-гитара

Приглашённые музыканты
- Даниэль Гильденлёв (Pain of Salvation) — вокал, клавишные, гитара
- Тэд Леонард[англ.] (Enchant, Spock's Beard) — вокал, клавишные, гитара